# 헤리티지 마케팅
헤리티지 마케팅(Heritage marketing)은 국가, 기업, 스포츠 구단의 헤리티지 즉 유산을 통하여 국가, 기업, 프로스포츠 구단 등의 가치와 신뢰 그리고 브랜드 파워 증대를 목표로 하는 마케팅 기법이다.
유네스코 세계유산 중 문화유산(Cultural Heritage)의 개념과 대상은 물리적인 것 그 자체로부터 그와 관련된
무형적 가치를 포괄하는 것으로 확대되고 있음.

## 같이 보기
- 복고 마케팅
- 레트로 유니폼

## 참고 자료
- 전통을 판매하는 헤리티지 마케팅 보관됨 2018-12-20 - 웨이백 머신
- 헤리티지 마케팅, 기업의 가치를 높이다